# Krakova mohyla

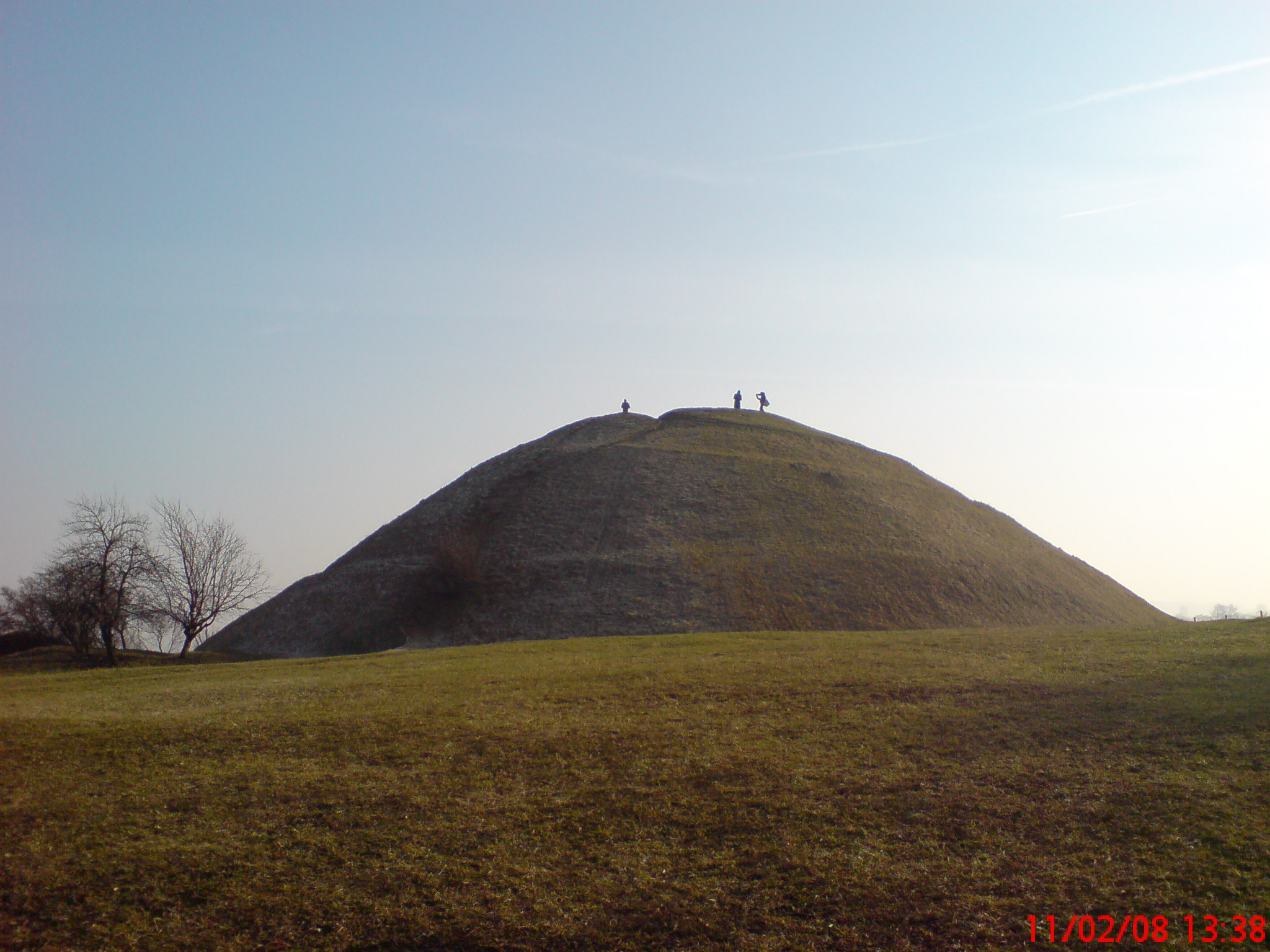
Krakova mohyla

Krakova mohyla (pol. kopiec Krakusa nebo kopiec Kraka [kopjec krakusa, kraka]) je jedna ze čtyř krakovských mohyl navršených polským národním hrdinům. Je věnovaná legendárnímu zakladateli Krakova knížeti Krakovi a nachází se ve čtvrti Podgórze na pravém břehu Visly. Je navršena na nejvyšším bodu vápencového hřebenu Krzemionki Podgórskie – na kopci Lasoty (271 m).
Výška od základny je 16 m, průměr základny 57 m, průměr vrcholu 8 m, celkový objem 19 100 m³.
Mohyla vznikla pravděpodobně v 7. století. Účel jejího navršení není znám, podle pověsti jde o místo posledního odpočinku legendárního knížete Kraka – zakladatele Krakova.
Z vrcholu mohyly se naskýtá krásný výhled na Krakov a Podgórze.